# Grote Prijs Raf Jonckheere
De Grote Prijs Raf Jonckheere is een jaarlijkse wielerwedstrijd in het West-Vlaamse Westrozebeke die sinds 1951 georganiseerd wordt.
De wedstrijd wordt tegenwoordig georganiseerd ter nagedachtenis van de in 1999 overleden wielrenner Raphael Jonckheere, die de wedstrijd zelf won in 1955.

## Lijst van winnaars

### Meervoudige winnaars
| Overwinningen | Renner              | Land   | Jaren                  |
| ------------- | ------------------- | ------ | ---------------------- |
| 4             | Wim Omloop          | België | 1993, 1995, 1999, 2000 |
| 3             | Eddy Vanhaerens     | België | 1979, 1983, 1984       |
| 2             | Arthur Mommerency   | België | 1952, 1953             |
| 2             | André Noyelle       | België | 1961, 1965             |
| 2             | Noël Vantyghem      | België | 1970, 1972             |
| 2             | Andy Cappelle       | België | 2006, 2009             |
| 2             | Michael Van Staeyen | België | 2012, 2019             |

### Overwinningen per land
| Overwinningen | Land                                          |
| ------------- | --------------------------------------------- |
| 65            | België                                        |
| 4             | Nederland                                     |
| 1             | Australië, Italië, Verenigde Staten, Oekraïne |

1951 · 1952 · 1953 · 1954 · 1955 · 1956 · 1957 · 1958 · 1959 · 1960 · 1961 · 1962 · 1963 · 1964 · 1965 · 1966 · 1967 · 1968 · 1969 · 1970 · 1971 · 1972 · 1973 · 1974 · 1975 · 1976 · 1977 · 1978 · 1979 · 1980 · 1981 · 1982 · 1983 · 1984 · 1985 · 1986 · 1987 · 1988 · 1989 · 1990 · 1991 · 1992 · 1993 · 1994 · 1995 · 1996 · 1997 · 1998 · 1999 · 2000 · 2001 · 2002 · 2003 · 2004 · 2005 · 2006 · 2007 · 2008 · 2009 · 2010 · 2011 · 2012 · 2013 · 2014 · 2015 · 2016 · 2017 · 2018 · 2019 · 2020 · 2021 · 2022